# Plestiodon copei
Plestiodon copei (сцинк Копа) — вид сцинкоподібних ящірок родини сцинкових (Scincidae). Ендемік Мексики. Вид названий на честь американського герпетолога і натураліста Едварда Копа.

## Поширення і екологія
Сцинки Копа мешкають в околицях Мехіко та в мексиканських штатах Мехіко, Морелос, Мічоакан, Пуебла і Пуебла. Вони живуть в первинних і вторинних соснових і сосново-дубових лісах, серед скель і повалених дерев. Живородні.